# Мавро-римське царство
Мавро-римське царство (лат. Regnum Maurorum et Romanorum) — християнська держава в Північній Африці зі столицею в Алтаві, що утворилася внаслідок занепаду Західної Римської імперії. Тривалий час протистояла Королівству вандалів і аланів, була союзником Східної Римської імперії. 534 року після знищення держави вандалів мавро-римські правителі вступили у конфлікт з візантійцями, внаслідок чого 578 року царство було знищене.

## Історія
На кінець IV ст. практично перестав діяти Мавретанський лімес, що тривалий час стримував берберські племена. В римський провінції Мавретанія Цезарійська внутрішні райони вже контролювали вожді берберських племен, що утворили своєрідну конфедерацію. Разом з тим вони визнавали владу римського імператора. Серед них відбувся процес переходу до осілого способу життя та християнізації. При цьому найбільшу вагу набули донатисти, яких переслідували католики.
У 423 році вибухнуло потужне повстання берберів Мавретанії та Нумідії, яке з великими труднощами 427 року придушив Боніфацій, коміт Африки. Втім уже у 429 році до Мавретанії вдерлися війська вандалів та аланів на чолі з Гейзеріхом. Бербери підтримали їх, внаслідок чого римське панування зникло до 439 року. Водночас це дало змогу романізованим берберам утворити самостійну державу зі столицею в Алтаві (неподалік від римського міста Помарія.
Початкова історія Мавро-римського царства відома недостатньо. Ймовірно на бік нових правителів перейшли рештки римського чиновництва, сюди втікали католики, яких переслідували вандали-аріани. Царі намагалися зберігати римський лад. Поступово відбувався процес перетворення берберської федерації на повноцінну державу. При цьому її землі розширилися на південь, за межі римської провінції Мавретанія Цезарейська. Протягом правління вандальського короля Гунеріха внаслідок успішних дій війська Мавро-римського царства до початку 480-х років було відвойовано Мавретанія Цезарейську і Мавретанію Сітіфенську.
Перші достеменні відомості про правителів держави відносяться до 508 року, де уславлюється цар (рекс) Масуна. Ймовірно у 533 році останній надав допомогу візантійському військовику Велізарію у війні проти короля вандалів Гелімера. У 535 році сприяв знищенню останнього опору вандалів.
З кінця 530-х років зростає конфліктність з Візантійською імперією, оскільки та прагнула відновити колишню Римську імперію та тодішні порядки. Проте володарі Мавро-римського царства прагнули зберегти самостійність, навіть зверталися з проханням до Юстиніана I надати їм титул цезаря, але це було відхилено (їх продовжували титулювати дуксами). При цьому царі визнавали зверхність візантійського імператора
У 569 році почалося відкрите протистояння з Візантією. Спочатку (до 571 року) вдалося завдати супротивнику низки тяжких поразок, внаслідок чого встановлено контроль над Мавританією Сітіфенською та значною частиною Бізацени. Але у військовій кампанії 577—578 років мавро-римський цар Гармул зазнав невдач й зрештою був переможений 578 року. Після загибелі Гармула царство припинило існування: значну частину захоплено візантійцями, з решти утворилися держави Алтава, Орес і Ходна, які визнали владу Візантії.

## Територія
Охоплювала більшу частину сучасного північного Алжиру, окрім низки портових міст, де стояли римські залоги, а також частину південного Тунісу (але короткочасно у 569—577 роках).

## Державний устрій
Мавро-римське царство прийняло військову, релігійну і соціокультурну організацію Римської імперії. Поєднувався устрій берберів-кочівників та римський поділ провінції. Політична та військова влада належала цареві, який був вождем для берберів та рексом для римлян і романізованих берберів. Столицею було місто Алтава. Областями керували прокуратори, а вожді підвладних племен отримували титул префекта.

### Володарі
- Мефаніат (до 508)
- Масуна (508—535)
- Мастігас (535—541)
- Стотза (541—545)
- Гармул (545—578)

## Економіка
Основу становили традиційне землеробство (ним займалося романізована частина населення, також залишилися латифундії та маєтності з римських часів), деяких культур (ячмінь) збирали 2 врожаї на рік, скотарство (переважно займалися бербери. Частково була розвинена торгівля, переважно з іншими берберськими утвореннями та Вандальським королівством, згодом Візантією.

## Релігія
У містах та оазах було поширено християнство (переважали донатисти), юдаїзм, серед берберів численними були погани. Головним церковним центром була Кастра Северіана.